# Copa de la Reina de voleibol
La Copa de la Reina de Voleibol es la segunda competición española en importancia, aunque es la más antigua. La competición se inicia en la temporada 1975-76. El torneo es sucesor de la Copa del Generalísimo, creada en la temporada 1970-71, y del Campeonato de España, creado en la temporada 1959-60.

## Palmarés
| Año  | Campeón                        | Federación         | Subcampeón                    | Federación          | MVP                   |
| ---- | ------------------------------ | ------------------ | ----------------------------- | ------------------- | --------------------- |
| 1976 | C.D. Hispano Francés           | Cataluña           |                               |                     |                       |
| 1977 | Club Medina de Madrid          | Madrid             | C.D. Sniace Torrelavega       | Cantabria           |                       |
| 1978 | C.V. Longchamps Gijón          | Asturias           | Arquitectura de Madrid        | Madrid              |                       |
| 1979 | C.D. Sniace Torrelavega        | Cantabria          | A.E. Cornellá                 | Cataluña            |                       |
| 1980 | C.D. Sniace Torrelavega        | Cantabria          | C.V. Sant Cugat               | Cataluña            |                       |
| 1981 | C.V. Sant Cugat                | Cataluña           |                               |                     |                       |
| 1982 | A.E. Cornellá                  | Cataluña           |                               |                     |                       |
| 1983 | C.D. Hispano Francés           | Cataluña           |                               |                     |                       |
| 1984 | R.C.D. Español-Cornellá        | Cataluña           |                               |                     |                       |
| 1985 | R.C.D. Español-Cornellá        | Cataluña           |                               |                     |                       |
| 1986 | R.C.D. Español-Cornellá        | Cataluña           |                               |                     |                       |
| 1987 | C.V. Tormo Barberá             | Com. Valenciana    |                               |                     |                       |
| 1988 | C.V. Tormo Barberá             | Com. Valenciana    |                               |                     |                       |
| 1989 | C.V. Tormo Barberá             | Com. Valenciana    |                               |                     |                       |
| 1990 | R.C.D. Español                 | Cataluña           | C.V. Afelsa Seur Tenerife     | Canarias            |                       |
| 1991 | C.V. Afelsa los Compadres      | Canarias           | R.C.D. Español                | Cataluña            |                       |
| 1992 | R.C.D. Español                 | Cataluña           | Telyco Alcorcón               | Madrid              |                       |
| 1993 | Telyco Alcorcón                | Madrid             | Afelsa los Compadres          | Canarias            |                       |
| 1994 | Club Alcorcón Voleibol         | Madrid             | Vóley Murcia                  | Región de Murcia    |                       |
| 1995 | C.V. Caja Ávila                | Castilla y León    | C.V. Caja Cantabria           | Cantabria           |                       |
| 1996 | C.V. Albacete                  | Castilla-La Mancha | Caja Ávila                    | Castilla y León     |                       |
| 1997 | Construcciones Marichal        | Canarias           | Universidad de Granada        | Andalucía           |                       |
| 1998 | Construcciones Marichal        | Canarias           | Universidad de Granada        | Andalucía           |                       |
| 1999 | Construcciones Marichal        | Canarias           | Universidad de Granada        | Andalucía           |                       |
| 2000 | Construcciones Marichal Airtel | Canarias           | Universidad de Granada        | Andalucía           |                       |
| 2001 | Marichal Airtel                | Canarias           | Construcciones Damesa         | Castilla y León     |                       |
| 2002 | Marichal Tenerife              | Canarias           | Construcciones Damesa         | Castilla y León     |                       |
| 2003 | Tenerife Marichal              | Canarias           | Universidad de Burgos         | Castilla y León     |                       |
| 2004 | Tenerife Marichal              | Canarias           | Caja Ávila                    | Castilla y León     |                       |
| 2005 | Tenerife Marichal              | Canarias           | Caja Ávila                    | Castilla y León     | Luciana Marques       |
| 2006 | Tenerife Marichal              | Canarias           | Las Palmas Cantur             | Canarias            | Virginie de Carne     |
| 2007 | C.A.V. Murcia 2005             | Región de Murcia   | Jamper Aguere                 | Canarias            | Lioubov Kilic         |
| 2008 | C.A.V. Murcia 2005             | Región de Murcia   | Vóley Sanse                   | Comunidad de Madrid | Helia Rogerio “Fofao” |
| 2009 | C.A.V. Murcia 2005             | Región de Murcia   | Valeriano Allés Menorca       | Baleares            | Prisilla Rivera       |
| 2010 | C.A.V. Murcia 2005             | Región de Murcia   | Universidad de Burgos         | Castilla y León     | Prisilla Rivera       |
| 2011 | C.A.V. Murcia 2005             | Región de Murcia   | Valeriano Allés Menorca       | Baleares            | Romina Lamas          |
| 2012 | Haro Rioja Vóley               | La Rioja           | Nuchar Eurochamp Murillo      | La Rioja            | Noelia Sánchez        |
| 2013 | Haro Rioja Vóley               | La Rioja           | Nuchar Tramek Murillo         | La Rioja            | Helia González        |
| 2014 | E.Blanco Tramek Murillo        | La Rioja           | Valeriano Allés Menorca       | Baleares            | Yoraxi Meleán         |
| 2015 | Naturhouse Ciudad de Logroño   | La Rioja           | GH Leadernet Navarcable       | Navarra             | Daniela da Silva      |
| 2016 | Naturhouse Ciudad de Logroño   | La Rioja           | GH Leadernet Navarcable       | Navarra             | Esther López          |
| 2017 | Fígaro Peluqueros Haris        | Canarias           | Naturhouse Ciudad de Logroño  | La Rioja            | Jessica Wagner        |
| 2018 | Minis de Arluy VB Logroño      | La Rioja           | Arona Tenerife Sur            | Canarias            | Fernanda Gritzbach    |
| 2019 | Minis de Arluy VB Logroño      | La Rioja           | Fachadas Dimurol Libby,s      | Canarias            | Ashley Evans          |
| 2020 | May Deco Logroño               | La Rioja           | Avarca de Menorca             | Baleares            | Daniela Da Silva      |
| 2021 | Club Voleibol Alcobendas       | Madrid             | Club Voleibol J.A.V. Olímpico | Canarias            |                       |
| 2022 | Club Voleibol Haris            | Canarias           | Club Voleibol Emevé           | Galicia             |                       |
| 2023 | Tenerife Libby's La Laguna     | Canarias           | Club Voleibol J.A.V. Olímpico | Canarias            |                       |
| 2024 | Club Voleibol J.A.V. Olímpico  | Canarias           | Avarca de Menorca             | Baleares            | Saray Manzano         |
| 2025 | Avarca de Menorca              | Baleares           | Heidelberg Volkswagen         | Canarias            | Ivone Martínez        |

### Equipos más laureados
- 11 títulos:  Tenerife Marichal (1991, 1997, 1998, 1999, 2000, 2001, 2002, 2003, 2004, 2005, 2006).
- 6 títulos:  R.C.D. Español-Cornellá (1982, 1984, 1985, 1986, 1990, 1992) y  Minis de Arluy VB Logroño (2014, 2015, 2016, 2018, 2019, 2020).
- 5 títulos:  C.A.V. Murcia 2005 (2007, 2008, 2009, 2010, 2011).
- 3 títulos:  C.V. Tormo Barberá (1987, 1988, 1989) y  Fígaro Peluqueros Haris (2017, 2022, 2023).
- 2 títulos:  C.D. Sniace Torrelavega (1979, 1980),  Hispano Francés (1976, 1983),  C.V. Alcorcón (1993, 1994) y  Haro Rioja Vóley (2012, 2013).
- 1 título:  Club Medina (1977),  Medina de Gijón (1978),  C.V. Sant Cugat (1981),  Caja Ávila (1995),  C.V. Albacete (1996),  Club Voleibol Alcobendas (2021),   Club Voleibol J.A.V. Olímpico (2024) y  Avarca de Menorca (2025).

| Club                      | Región               | 1º | 2º | 20 | 20 19 | 20 18 | 20 17 | 20 16 | 20 15 | 20 14 | 20 13 | 20 12 | 20 11 | 20 10 | 20 09 | 20 08 | 20 07 | 20 06 | 20 05 | 20 04 | 20 03 | 20 02 | 20 01 | 20 00 | 19 99 | 19 98 | 19 97 | 19 96 | 19 95 | 19 94 | 19 93 | 19 92 | 19 91 | 19 90 | 19 89 | 19 88 | 19 87 | 19 86 | 19 85 | 19 84 | 19 83 | 19 82 |
| ------------------------- | -------------------- | -- | -- | -- | ----- | ----- | ----- | ----- | ----- | ----- | ----- | ----- | ----- | ----- | ----- | ----- | ----- | ----- | ----- | ----- | ----- | ----- | ----- | ----- | ----- | ----- | ----- | ----- | ----- | ----- | ----- | ----- | ----- | ----- | ----- | ----- | ----- | ----- | ----- | ----- | ----- | ----- |
| Tenerife Marichal         | Canarias             | 11 | 2  |    |       |       |       |       |       |       |       |       |       |       |       |       | 3     | 1     | 1     | 1     | 1     | 1     | 1     | 1     | 1     | 1     | 1     | 3     |       |       | 2     | 3     | 1     | 2     |       |       |       |       |       |       |       |       |
| May Deco Logroño          | La Rioja             | 6  | 3  | 1  | 1     | 1     | 2     | 1     | 1     | 1     | 2     | 2     |       |       |       |       |       |       |       |       |       |       |       |       |       |       |       |       |       |       |       |       |       |       |       |       |       |       |       |       |       |       |
| R.C.D. Español            | Cataluña             | 6  | 1  |    |       |       |       |       |       |       |       |       |       |       |       |       |       |       |       |       |       |       |       |       |       |       |       |       |       |       |       | 1     | 2     | 1     |       |       |       | 1     | 1     | 1     |       | 1     |
| C.A.V. Murcia 2005        | Región de Murcia     | 5  | 0  |    |       |       |       |       |       |       |       |       | 1     | 1     | 1     | 1     | 1     | 4     |       |       |       |       |       |       |       |       |       |       |       |       |       |       |       |       |       |       |       |       |       |       |       |       |
| C.V. Tormo Barberá        | Comunidad Valenciana | 3  | 0  |    |       |       |       |       |       |       |       |       |       |       |       |       |       |       |       |       |       |       |       |       |       |       |       |       |       |       |       |       | 3     | 3     | 1     | 1     | 1     |       |       |       |       |       |
| C.V. Alcorcón             | Comunidad de Madrid  | 2  | 1  |    |       |       |       |       |       |       |       |       |       |       |       |       |       |       |       |       |       |       |       |       |       |       |       |       | 4     | 1     | 1     | 2     |       |       |       |       |       |       |       |       |       |       |
| Haro Rioja Vóley          | La Rioja             | 2  | 0  |    |       |       |       |       |       |       | 1     | 1     | 3     |       |       |       |       |       |       |       |       |       |       |       |       |       |       |       |       |       |       |       |       |       |       |       |       |       |       |       |       |       |
| Caja Ávila                | Castilla y León      | 1  | 3  |    |       |       |       |       |       |       |       |       |       |       |       |       |       |       | 2     | 2     |       |       | 3     |       |       | 4     | 4     | 2     | 1     | 4     |       |       |       |       |       |       |       |       |       |       |       |       |
| Fígaro Peluqueros Haris   | Canarias             | 1  | 1  |    | 2     |       | 1     |       |       |       |       |       |       |       |       |       |       |       |       |       |       |       |       |       |       |       |       |       |       |       |       |       |       |       |       |       |       |       |       |       |       |       |
| C.D. Hispano Francés      | Cataluña             | 1  | 0  |    |       |       |       |       |       |       |       |       |       |       |       |       |       |       |       |       |       |       |       |       |       |       |       |       |       |       |       |       |       |       |       |       |       |       |       |       | 1     |       |
| C.V. Albacete             | Castilla-La Mancha   | 1  | 0  |    |       |       |       |       |       |       |       |       |       |       | 3     | 4     | 4     | 3     | 3     |       | 4     |       |       | 3     |       | 3     | 3     | 1     |       | 3     |       |       |       |       |       |       |       |       |       |       |       |       |
| Universidad de Granada    | Andalucía            | 0  | 4  |    |       |       |       |       |       |       |       |       |       |       |       |       |       |       |       | 3     |       |       | 4     | 2     | 2     | 2     | 2     |       |       |       |       |       |       |       |       |       |       |       |       |       |       |       |
| Universidad de Burgos     | Castilla y León      | 0  | 4  |    |       |       |       |       |       |       |       | 4     | 4     | 2     |       |       |       |       | 4     |       | 2     | 2     | 2     |       | 4     |       |       |       |       |       |       |       |       |       |       |       |       |       |       |       |       |       |
| Avarca de Menorca         | Baleares             | 0  | 4  | 2  |       |       |       |       |       | 2     |       | 3     | 2     |       | 2     |       |       |       |       |       |       |       |       |       |       |       |       |       |       |       |       |       |       |       |       |       |       |       |       |       |       |       |
| GH Leadernet              | Navarra              | 0  | 2  |    |       |       |       | 2     | 2     |       |       |       |       |       |       |       |       |       |       |       |       |       |       |       |       |       |       |       |       |       |       |       |       |       |       |       |       |       |       |       |       |       |
| Vóley Murcia              | Región de Murcia     | 0  | 1  |    |       |       |       |       |       |       | 4     |       |       |       |       |       |       |       |       |       |       |       |       |       | 3     |       |       |       | 3     | 2     |       | 4     |       |       |       |       |       |       |       |       |       |       |
| Club Voleibol Torrelavega | Cantabria            | 0  | 1  |    |       |       |       |       |       |       |       |       |       |       |       |       |       |       |       |       |       |       |       |       |       |       |       |       | 2     |       |       |       |       |       |       |       |       |       |       |       |       |       |
| Las Palmas Cantur         | Canarias             | 0  | 1  |    |       |       |       |       |       |       |       |       |       |       | 4     |       |       | 2     |       | 4     | 3     | 4     |       |       |       |       |       |       |       |       |       |       |       |       |       |       |       |       |       |       |       |       |
| Jamper Aguere             | Canarias             | 0  | 1  |    |       |       |       |       |       |       |       |       |       | 4     |       |       | 2     |       |       |       |       |       |       |       |       |       |       |       |       |       |       |       |       |       |       |       |       |       |       |       |       |       |
| Vóley Sanse               | Comunidad de Madrid  | 0  | 1  |    |       |       |       |       |       |       |       |       |       |       |       | 2     |       |       |       |       |       |       |       |       |       |       |       |       |       |       |       |       |       |       |       |       |       |       |       |       |       |       |
| Arona Tenerife Sur        | Canarias             | 0  | 1  |    |       | 2     |       |       |       |       |       |       |       |       |       |       |       |       |       |       |       |       |       |       |       |       |       |       |       |       |       |       |       |       |       |       |       |       |       |       |       |       |